# Nanxucun Xiang
Nanxucun Xiang (kinesiska: 南徐村乡, 南徐村) är en socken i Kina. Den ligger i provinsen Hebei, i den norra delen av landet, omkring 370 kilometer söder om huvudstaden Peking. Antalet invånare är 26 625. Befolkningen består av 13 477 kvinnor och 13 148 män. Barn under 15 år utgör 27,0 %, vuxna 15-64 år 65 %, och äldre över 65 år 7,0 %.
Genomsnittlig årsnederbörd är 618 millimeter. Den regnigaste månaden är juli, med i genomsnitt 214 mm nederbörd, och den torraste är januari, med 4 mm nederbörd.